# Філіпп Дуст-Блазі
Філіпп Дуст-Блазі (фр. Philippe Douste-Blazy, нар. 1953) — французький державний і громадсько-політичний діяч. Дипломат.

## Біографія
Народився 1 січня 1953 року в місті Лурд, Франція. Здобув медичну освіту, лікар-кардіолог.
З 1995 по 1997 — міністр культури Франції в кабінеті Ален Жюппе.
З 2004 по 2005 — міністр охорони здоров'я та міністром у справах сім'ї в кабінеті Жана-П'єра Раффарена.
З 2 червня 2005 по 15 травня 2007 — міністр закордонних і європейських справ Франції.